# Дужка Айверсона
Ду́жка Айверсона — функція, що повертає 1 для істинного висловлювання, і 0, якщо аргумент хибний:
{\displaystyle [\,P\,]={\begin{cases}1,&{\text{якщо }}P{\text{ істинне}}\\0,&{\text{якщо }}P{\text{ хибне}}\end{cases}}}
Нотація, яку Кеннет Айверсон ввів для мови програмування APL, виявилася дуже зручним математичним позначенням, наприклад, з ним можна лаконічно визначити:
- символ Кронекера: {\displaystyle \delta _{ij}=[\,i=j\,]} ,
- індикаторну функцію: {\displaystyle \mathbf {1} _{A}(x)=[\,x\in A\,]},
- функцію Гевісайда: {\displaystyle \theta (x)=[\,x\geqslant 0\,]},
- функцію знака числа: {\displaystyle \operatorname {sgn}(x)=[\,x>0\,]-[\,x<0\,]}.

Також нотація зручна при користуванні сумами, оскільки дозволяє виражати їх без обмежень на індекс підсумовування, наприклад:
{\displaystyle \sum _{i=1}^{n}a_{i}=\sum _{k}a_{k}[\,1\leqslant k\leqslant n\,]},
тобто індекс {\displaystyle k} пробігає всю множину {\displaystyle \mathbb {Z} } цілих чисел, і формально підсумовується нескінченна кількість доданків, але лише скінченне число їх відмінне від нуля.
Приклад обчислення з використанням дужок Айверсона суми {\displaystyle S=\sum _{i=1}^{n-1}\sum _{j=i+1}^{n}a_{i}a_{j}} для послідовності {\displaystyle \{a_{i}\}}:
{\displaystyle [\,i<j\,]+[\,i=j\,]+[\,i>j\,]=1} ,
{\displaystyle \sum \limits _{i,j}a_{i}a_{j}[\,i<j\,]+\sum \limits _{i,j}a_{i}a_{j}[\,i=j\,]+\sum \limits _{i,j}a_{i}a_{j}[\,i>j\,]=\sum \limits _{i,j}a_{i}a_{j}} ,
{\displaystyle S+\sum \limits _{i}a_{i}^{2}+S={\biggl (}\sum \limits _{i}a_{i}{\biggr )}^{2}} ,
а оскільки для правої частини:
{\displaystyle \sum \limits _{i,j}a_{i}a_{j}=\sum \limits _{i}\sum \limits _{j}a_{i}a_{j}=\sum \limits _{i}a_{i}\sum \limits _{j}a_{j}={\biggl (}\sum \limits _{i}a_{i}{\biggr )}^{2}} ,
то:
{\displaystyle S=\sum _{1\leq i<j\leq n}a_{i}a_{j}={\frac {1}{2}}{\biggl (}\sum _{i=1}^{n}a_{i}{\biggr )}^{2}-{\frac {1}{2}}\sum _{i=1}^{n}a_{i}^{2}} .